# St. Johann Baptist (Essen)

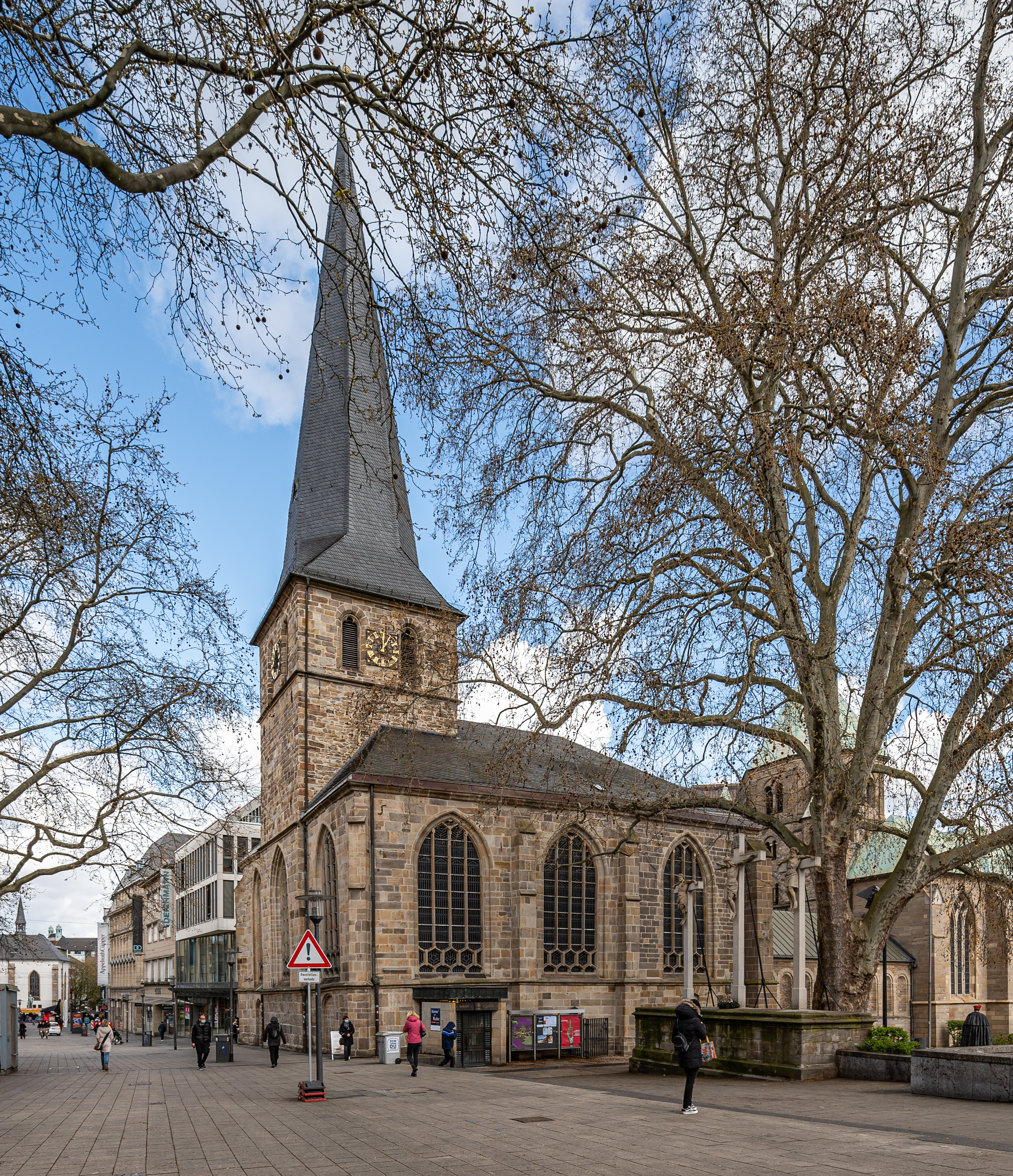
St. Johann Baptist in Essen

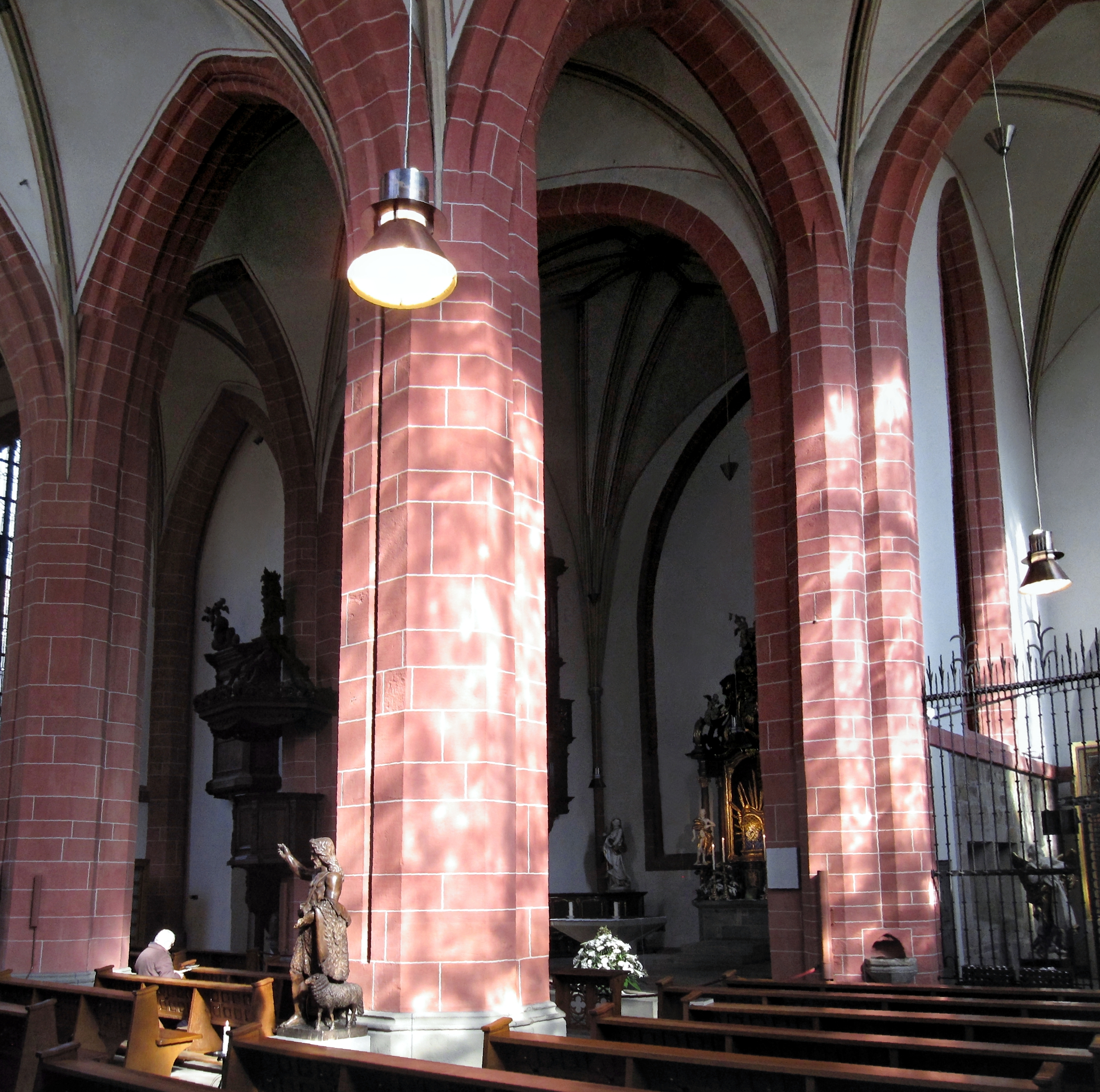
Anbetungssaal

Die katholische Anbetungskirche St. Johann Baptist ist eine gotische Hallenkirche in der Essener Stadtmitte, die markant an der Essener Haupteinkaufsstraße, der Kettwiger Straße, steht und der Essener Münsterkirche vorgelagert ist.

## Geschichte

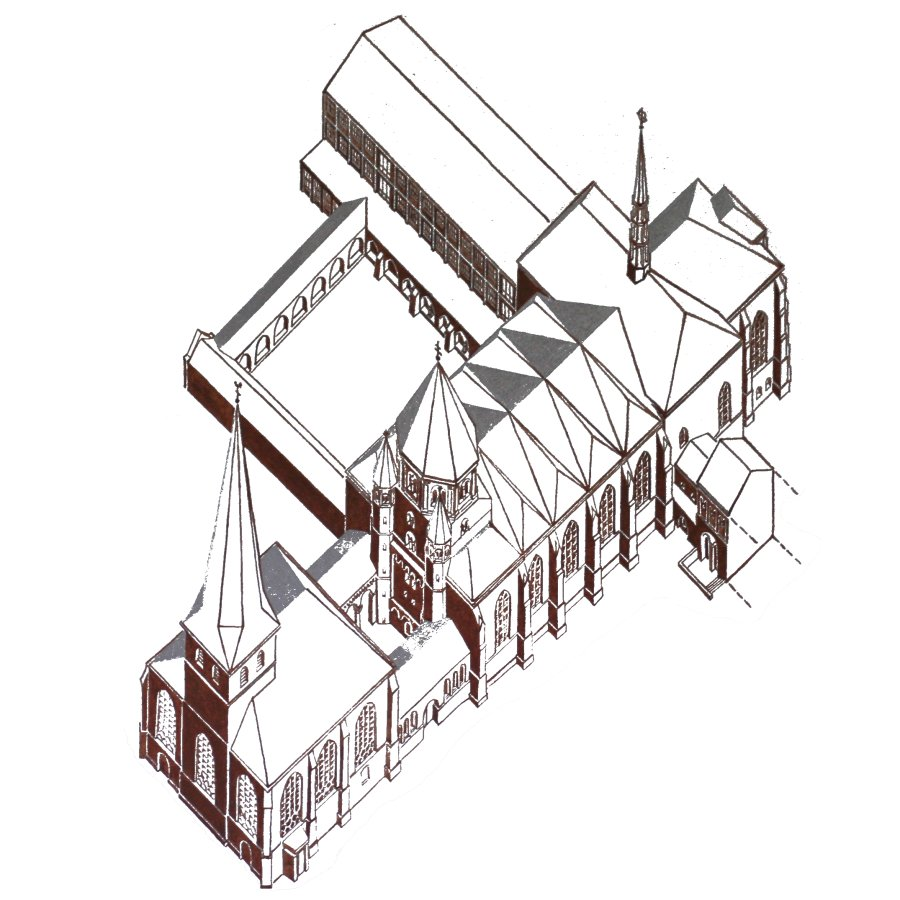
Die Gesamtanlage des Münsterkirchareals in Essen, links unten die Kirche St. Johann Baptist

Die Kirche ist aus einer Johanneskapelle hervorgegangen, die bereits im 10. Jahrhundert zum Essener Damenstift gehörte. Laut dem Testament der 1058 verstorbenen Äbtissin Theophanu sollten ad sanctum Iohannem im Rahmen ihrer Memoria Kerzen entzündet werden, dieses wird als erste Erwähnung der Kirche angesehen. Aus der Widmung der Kirche an den Heiligen Johannes der Täufer wird geschlossen, dass es sich ursprünglich um ein Baptisterium handelte. Der Grundriss dieser Kapelle konnte aus Ausgrabungsbefunden nach dem Zweiten Weltkrieg erschlossen werden. 1264 erhob die Äbtissin Berta von Arnsberg die Kapelle zu einer Filialpfarrkirche des Stifts. In späterer Zeit diente die Kirche den Kanonikern, die die Männern vorbehaltenen sakralen Handlungen für die Damen des Stifts vornahmen, als Versammlungsort. Die Kirche wurde 1471 als gotische Hallenkirche umgebaut und um einen rechteckigen Ostchor erweitert. Von 1699 bis 1768 erfolgte eine barocke Ausstattung. Es wurden ein Chorgestühl, die Seitenaltäre und eine Kanzel angeschafft. Die Kanzel wurde 1769 durch eine im Stil des Rokoko ersetzt.
Die Kirche wurde 1887 restauriert. Davor wurde am 12. November 1876 der letzte römisch-katholische Gottesdienst durch Pfarrer Peter Beising abgehalten. Nachdem die Altkatholiken bis dahin die Pauluskirche genutzt hatten, zogen sie jetzt in die St.-Johannis-Kirche. 1914 erhielten sie mit der Friedenskirche ihren eigenen Kirchbau.
In den 1920er Jahren galt die Kirche als sanierungsbedürftig. Nach einem Rohrbruch im Fußboden im Jahr 1931 musste das Gebäude geschlossen werden. 1933 bat Pfarrer Hirsch den Erzbischof von Köln, Karl Joseph Kardinal Schulte, die Kirche nach den Renovierungsarbeiten, die alle Gewerke vom Boden bis zum Dach betrafen, als Sakramentskirche öffnen zu dürfen. Diesem Wunsch entsprach der Erzbischof. 1936 erhielt man die päpstliche Genehmigung zur neuen Bestimmung des Gotteshauses als Anbetungskirche. Als solche fand an Lichtmeß dem 2. Februar 1936 der erste Gottesdienst statt.
1968 wurde Kirche St. Johann Baptist renoviert und farblich neu gefasst. Der fast quadratische Grundriss des Gebäudes umschließt ein Gebilde aus neuen Raumkompartimenten. Zwei Joche einer dreischiffigen spätgotischen Halle, den quadratischen Chor und den südlichen Nebenchor, sowie dem nördlichen Durchgangsraum mit der Orgelempore. In der Halle wechseln die Schiffsbreiten vom Gleichmaß im Westen über trapezförmige Übergangsraumteile zu einem Chorjoch. Bei dem gleichmäßigen Westjoch handelt es sich an sich um ein Turmjoch, die ist im Innenraum nicht erkennbar, weil die Masse des wuchtigen, mit einem hohen Spitzhelm bekrönten Turmes ohne Veränderungen der Gewölbehöhe auf Freipfeiler abgeleitet wird.
Heute dient die Kirche als Anbetungskirche.

## Hauptaltar von Bartholomäus Bruyn dem Älteren
Kunsthistorisch bedeutsam sind der barocke Hauptaltar der Kirche, ursprünglich ein Seitenaltar der Münsterkirche, sowie vier Altartafeln, die von Bartholomäus Bruyn dem Älteren zwischen 1522 und 1525 für den Hauptaltar der Münsterkirche angefertigt wurden. Bei den Gemälden handelt es sich um Hauptwerke Bruyns von höchster künstlerischer Qualität. Abgebildet ist der Lebensweg Jesu. Die Tafeln sind beidseitig bemalt, so dass sich die Kreuzigung auf der Rückseite der Geburtsdarstellung und die Kreuzabnahme auf der Rückseite der Anbetung der Könige befindet. Sichtbar sind daher immer nur zwei Bilder. Bemerkenswert bei der Darstellung der Kreuzabnahme ist, dass im Hintergrund eine mitteleuropäische Stadt an Stelle Jerusalems dargestellt ist. Bei dieser Stadt handelt es sich um die älteste bildliche Darstellung der Stadt Essen mit dem  Steeler Tor und der damaligen Essener Stadtmauer.

### Ansichten des Altars

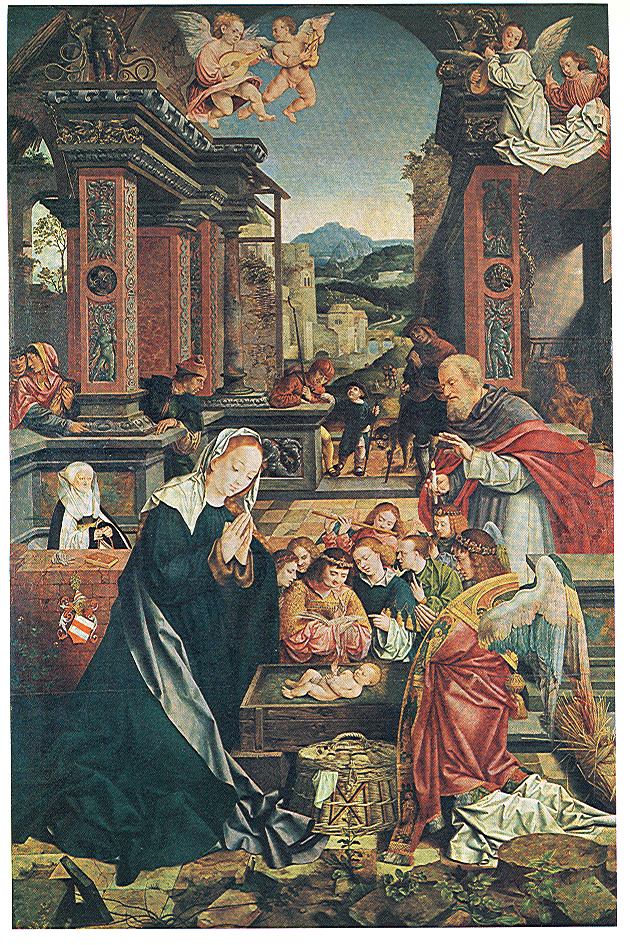
Die Geburt Christi
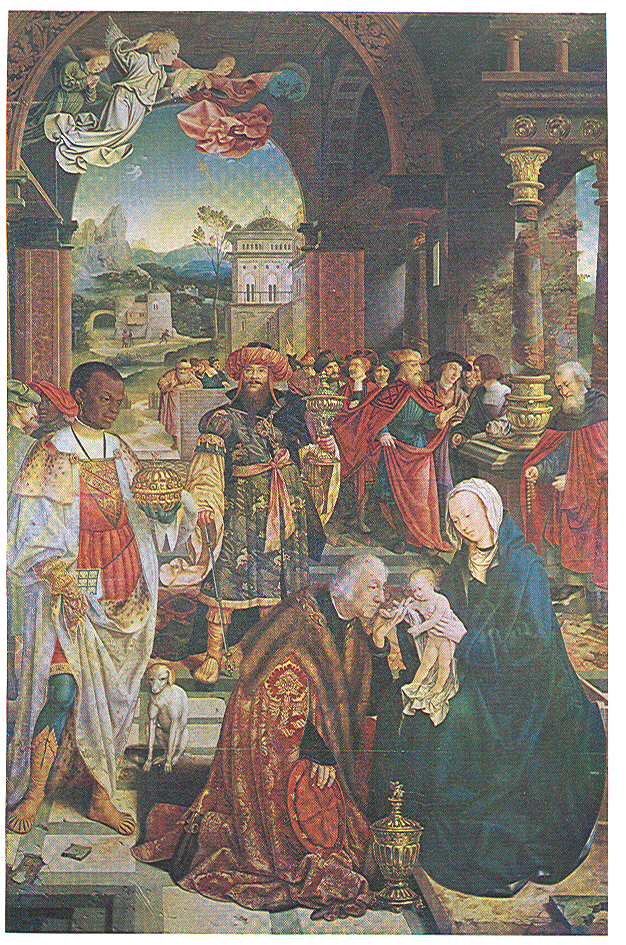
Anbetung der Könige
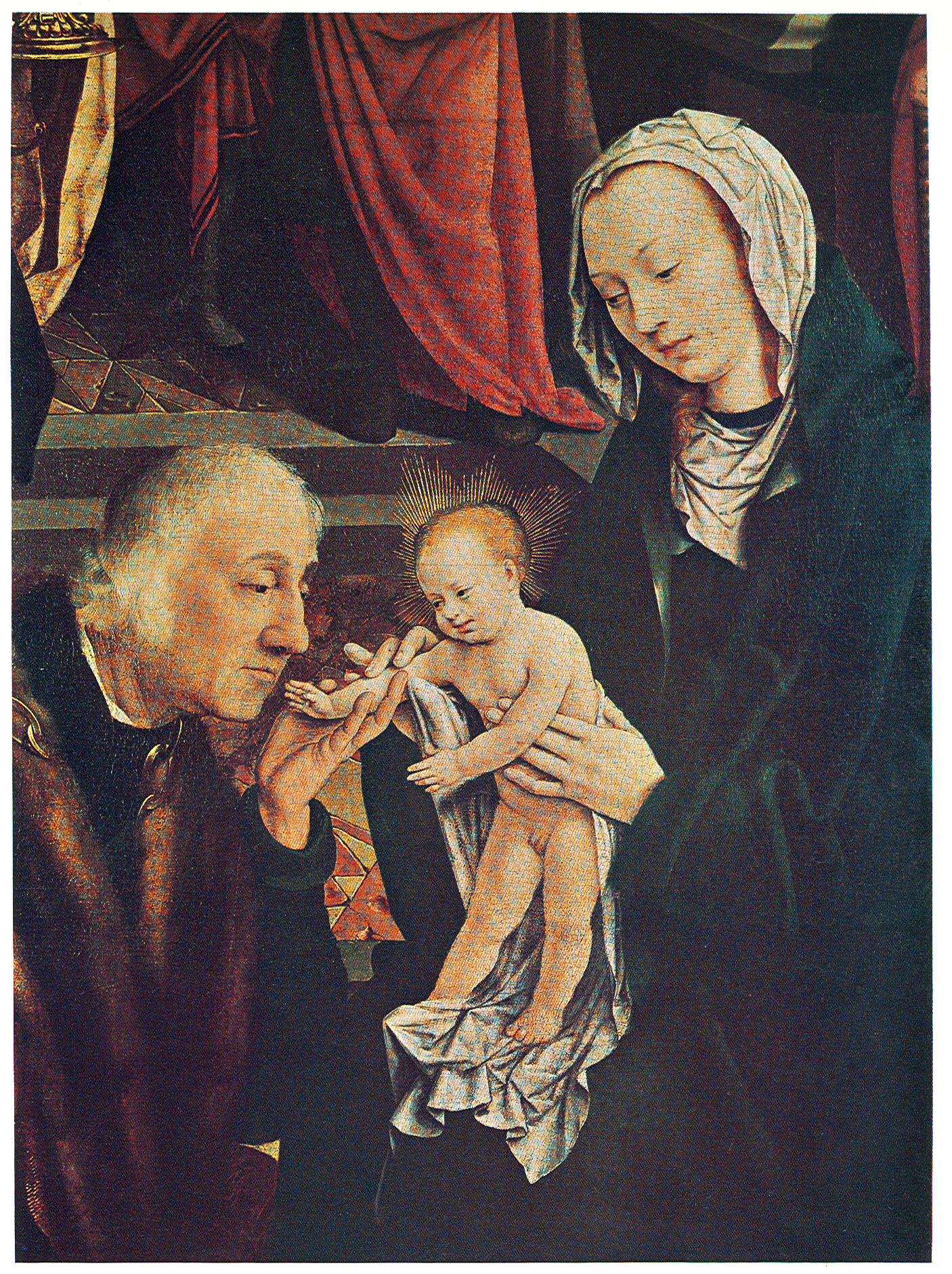
Detailansicht Anbetung der Könige
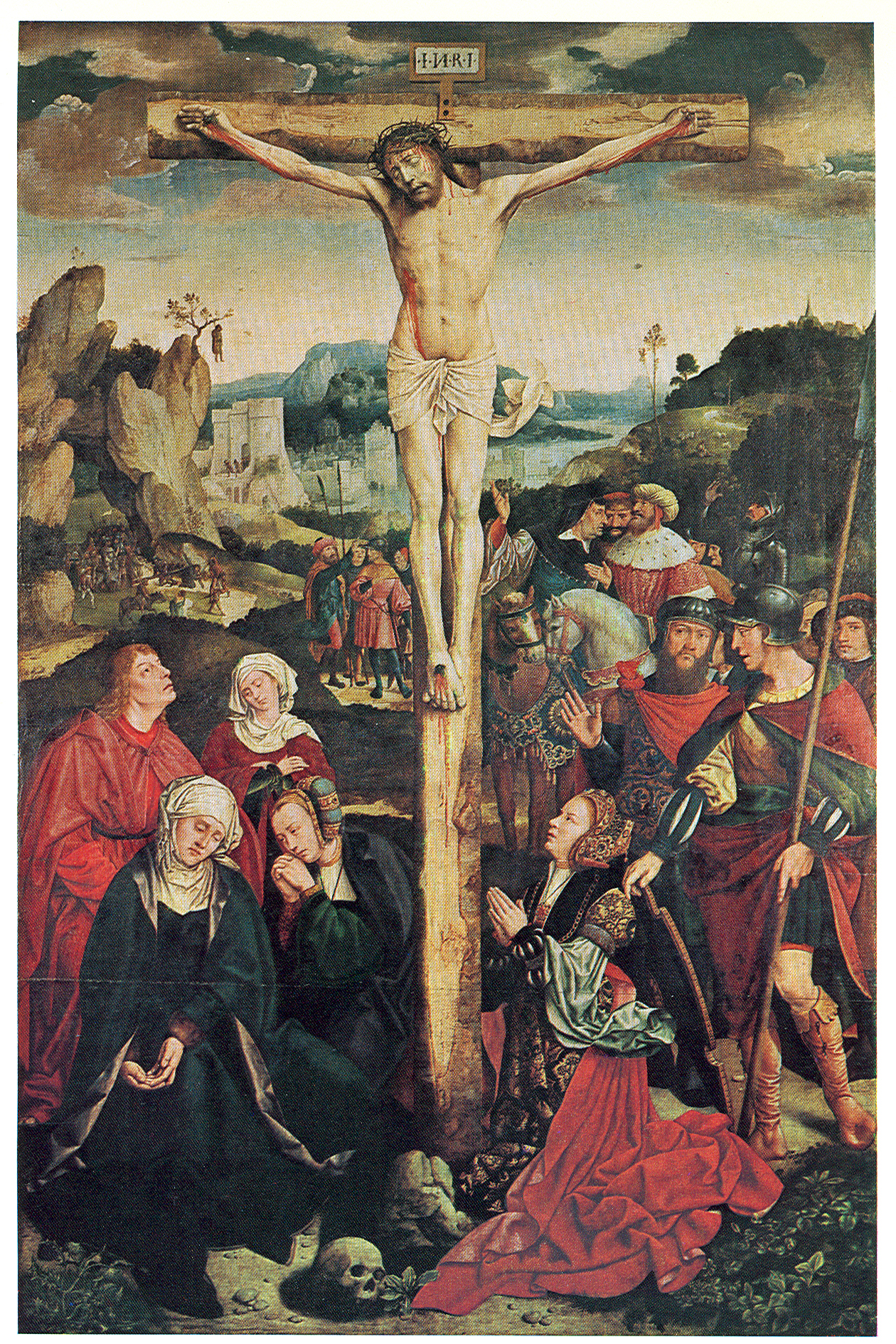
Kreuzigung
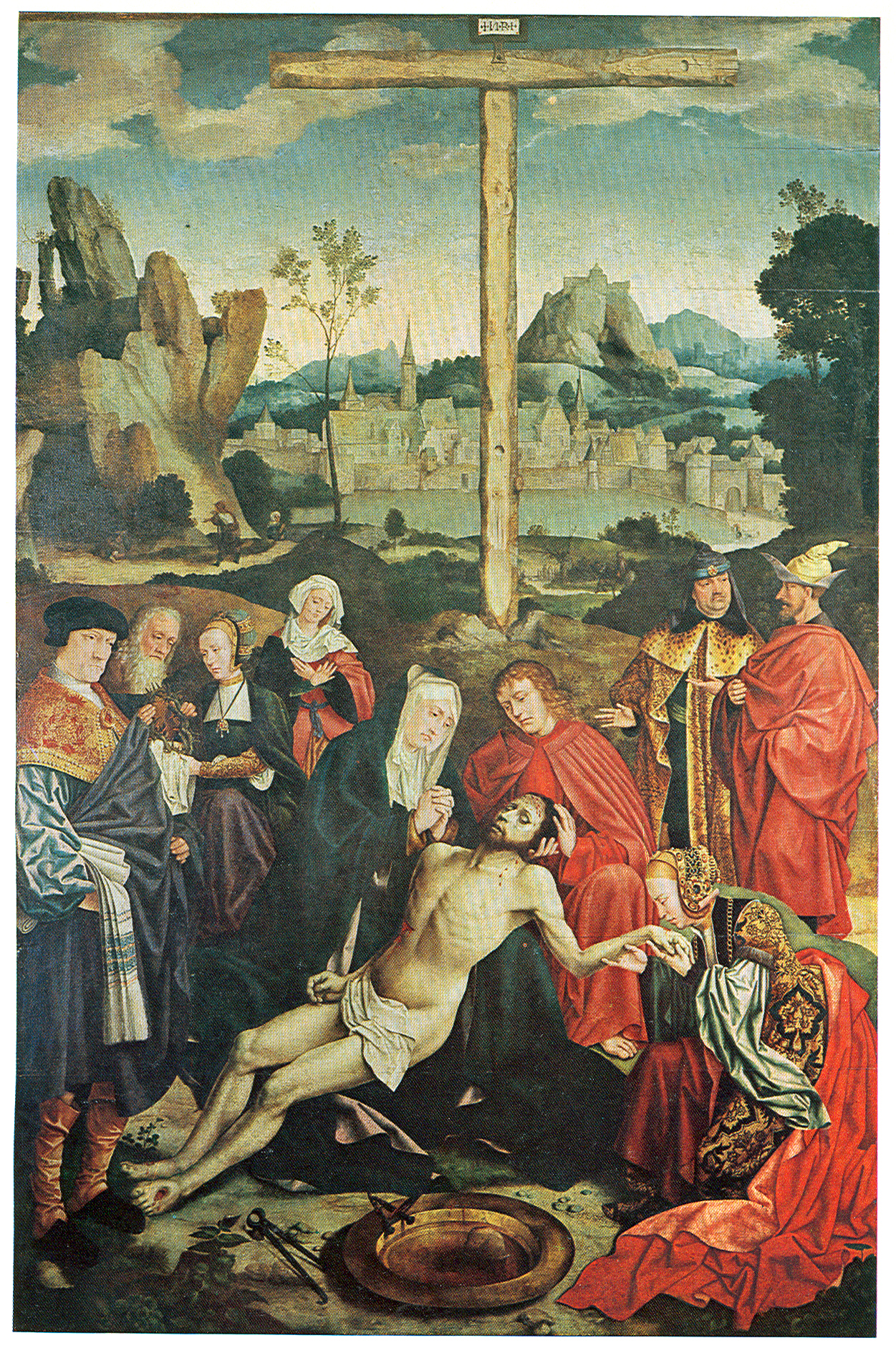
Kreuzabnahme

## Glocken
Das Geläut der Kirche besteht aus drei Glocken, die alle aus dem Jahr 1787 stammen und aufgrund ihrer Bedeutung bei der Glockenspende für die Kriegsrüstung 1917 verschont blieben. 1940 wurden die Glocken zwar für die Kriegsrüstung beschlagnahmt, aber nicht eingeschmolzen. Alle drei Glocken tragen die Inschrift „Henricus et Everhardus Petit me fuderunt anno 1787“, die sie als Werke der noch heute in Gescher bestehenden Glockengießerei Petit & Gebr. Edelbrock ausweisen. Die 669 mm im Durchmesser große es2-Glocke trägt keine weitere Inschrift, die 995 mm im Durchmesser große as1-Glocke ist „St. Johannes Baptista“, die 790 mm im Durchmesser große c2-Glocke mit „St. Johannes Evangelista“ beschriftet. Den Rechnungen des Stifts lässt sich entnehmen, dass diese 1787 insgesamt 1687 Reichsthaler 7 Stuber kosteten, wovon 1173 Thaler 24 Stuber bar bezahlt wurden, für den Rest nahmen die Gießer die alten Glocken minderer Qualität in Zahlung. Alle Glocken werden zum Münstergeläut hinzugezählt und erklingen auch zusammen.